# Protocole de Madrid de 1885
Le Protocole de Madrid de 1885 est un accord entre le Royaume-Uni, l'Allemagne et l'Espagne visant à reconnaître la souveraineté de l'Espagne sur l'archipel de Sulu, et fixer accessoirement la limite de l'influence espagnole dans la région. Selon cet accord, l'Espagne renonce à toute revendication sur Bornéo.
L'article 3 stipule que « le gouvernement espagnol renonce à toutes les revendications de souveraineté sur les territoires de Bornéo qui appartiennent ou qui ont appartenu dans le passé au sultan de Sulu, et qui comprend les îles voisines de Balambangan, Banguey et Malawali (en), ainsi que tous celles qui sont compris dans un périmètre de trois lieues maritimes de la côte, et qui font partie des territoires administrés par la British North Borneo Company ». 
L'article 4 garantit la liberté de commerce entre les parties. 

## Source
- (en) Cet article est partiellement ou en totalité issu de l’article de Wikipédia en anglais intitulé « Madrid Protocol of 1885 » (voir la liste des auteurs).